# Wolfgang Dömling
Wolfgang Dömling (* 20. Dezember 1938 in München) ist ein deutscher Musikwissenschaftler.

## Karriere
Wolfgang Dömling studierte Musikwissenschaft und Kunstgeschichte in München, Zürich und Göttingen. Er war von 1977 bis 2003 Professor für Musikwissenschaft an der Universität Hamburg. Dömling publizierte u. a. Arbeiten über die Musik des Mittelalters, über Musik des 19. und 20. Jahrhunderts und über Methodenprobleme der Musikgeschichtsschreibung.

## Publikationen (Auswahl)
- Igor Strawinsky in Selbstzeugnissen und Bilddokumenten. Rowohlt, Reinbek 1982, ISBN 3-499-50302-6.
- Hector Berlioz, Die symphonisch-dramatischen Werke. Reclam, Stuttgart 1979, ISBN 3-15-010287-1.
- Hector Berlioz in Selbstzeugnissen und Bilddokumenten. Rowohlt, Reinbek 1977, ISBN 3-499-50254-2.
- als Hrsg. mit Barbara Schwendowius: Johann Sebastian Bach. Zeit, Leben, Wirken. Bärenreiter, Basel/ Tours/ London 1976.